# Лапун, Егор Сергеевич
Егор Сергеевич Лапун (бел. Ягор Сяргеевіч Лапун; род. 16 марта 1999, Минск) — белорусский футболист, полузащитник клуба «Минск».

## Карьера

### «Динамо» Минск
Воспитанник минского «Динамо», в академии которого начал заниматься в возрасте 8 лет. Первым тренером был Станислав Станиславович Пармонов. Дебютировал за клуб 23 июля 2017 года в матче Кубка Беларуси против могилевского «Днепра», выйдя на замену в начале второго тайма, где за минский клуб сыграли футболисты юношеских и молодёжных команд. В августе 2018 года на правах арендного соглашения выступал в молодёжной команде «Чисти». В 2019 году стал выступать за дублирующий состав клуба.

#### Аренда в «Шахтёр» Петриков
В марте 2021 года футболист на правах арендного соглашения отправился в петриковский «Шахтёр» до конца сезона. Дебютировал за клуб 18 апреля 2021 года в матче против дзержинского «Арсенала». На протяжении сезона футболист оставался игроком замены, появляясь на поле преимущественно на последних минутах. По окончании арендного соглашения футболист покинул клуб, результативными действиями не отличившись.
В феврале 2022 года футболист вернулся в петриковский «Шахтёр» на правах арендного соглашения до конца сезона. Первый матч за клуб сыграл 9 апреля 2022 года в матче против новополоцкого «Нафтана», выйдя на поел в стартовом составе и отыграв все 90 минут. Футболист затем стал одним из ключевых игроков петриковского клуба. По итогу сезона вместе с клубом стал бронзовым призёром Первой Лиги. По окончании арендного соглашения покинул клуб.

### «Минск»
В начале 2023 года футболист проходил просмотр в «Сморгони», однако не подошёл клубу. Затем отправился на просмотр в «Минск», где смог быстро впечатлить главного тренера Сергея Яромко. В феврале 2023 года футболист официально присоединился к столичному клубу. Дебютировал за клуб 17 марта 2023 года в матче против мозырской «Славии», выйдя на замену на 93 минуте. В октябре 2023 года футболист выбыл из распоряжения клуба из-за полученной травмы передней крестообразной связки. Позже агент футболиста сообщил о том, что столичный клуб отказался финансово помогать футболисту.

## Международная карьера
В начале 2017 года футболист отправился на сборы с юношеской сборной Беларуси до 18 лет. Дебютировал за сборную 8 января 2017 года в товарищеском матче против Латвии. Дебютный гол за сборную футболист забил 17 января 2017 года в товарищеском матче против Молдовы.
В августе 2017 года вместе с юношеской сборной Беларуси до 19 лет отправился на сборы. Дебютировал за сборную в сентябре 2019 года в рамках товарищеских матчей против Израиля. В октябре 2017 года футболист вместе со сборной отправился на квалификационные матчи юношеского чемпионата Европы до 19 лет.